# John Wilson (dramaturge)
Pour les articles homonymes, voir John Wilson et Wilson.
John Wilson (baptisé en 1626 à Londres, mort vers 1695) est un juriste, un poète et un dramaturge anglais, dont les ouvrages sont publiés et joués durant la Restauration anglaise.

## Biographie

### Enfance
Il naît à Londres, l'aîné d'une fratrie de six et le seul à atteindre l'âge adulte, fils d'Aaron Wilson (1589-1643), pasteur de l'Église anglicane, et de Marie son épouse. John est baptisé le 27 décembre 1626 à Londres dans la paroisse de St Stephen (en) à Walbrook, où son père officie de 1625 à 1635. Ce dernier est nommé chapelain de Charles Ier, et archidiacre d'Exeter en 1634.
La famille déménage à Plymouth en 1635, son père ayant été nommé pasteur de St Andrew (en). Lorsque la guerre civile éclate, son père est fait prisonnier par les habitants de Plymouth. Lorsqu'il meurt en juillet 1643, il lègue à son unique fils, John, une foi indéfectible dans les prérogatives royales, et des biens à Londres, dans le Devon, en Cornouailles et dans le Lincolnshire, et de revenus qui permettent à ce dernier d'achever son éducation.
À 17 ans, Wilson s'inscrit au Collège d'Exeter de l'université d'Oxford le 15 avril 1644, mais n'obtient pas de diplôme, sa formation de juriste étant interrompue par l'occupation d'Oxford par le roi Charles Ier au début de la Première guerre civile anglaise. Wilson entre à Lincoln's Inn le 31 octobre 1646, et il est inscrit au barreau le 10 novembre 1652.

### Pendant l'Interrègne
Sa complaisance ou, au contraire, sa résistance à la politique de l'Interrègne est difficile à déterminer. Dans ses derniers écrits royalistes, il fait référence avec dédain à la guerre civile et au régime de Cromwell. Il assiste à l'exécution du roi le 30 janvier 1649, et le lendemain il achète un exemplaire de Eikon Basilike, qui aurait été écrit par le roi avant son exécution. Wilson est peut-être le « John Wilson » qui est incarcéré à Newgate pour trahison et pour entretien d'une correspondance avec l'ennemi le 2 décembre 1650 et le 10 mars 1651. John Thurloe, qui dirige le service d'espionnage de Cromwell, ajoute le nom de « John Wilson, qui était un juriste de Lincoln's Inn » à sa liste de royalistes vers avril/juillet 1653.
De septembre 1659 jusqu'à peut-être mai 1660, Wilson travaille comme « examinateur » du comité de mise sous séquestre établi pour récompenser financièrement les royalistes qui s'étaient associés avec George Booth, et qui avaient vainement tenté de se soulever en 1659 après la chute de Richard Cromwell. Il nous reste sa lettre manuscrite dans laquelle il réclame des arriérés de salaire au conseil d'État. À un certain moment, il est sans doute sous-secrétaire de William Juxon, l'évêque de Londres, si l'on en croit une note manuscrite de la main de John Verney, 1er vicomte Fermanagh, trouvée dans une copie de sa pièce The Cheats.

### Restauration
Après la Restauration, il devient le protégé de James Butler, duc d'Ormonde, vice-roi d'Irlande. Wilson est nommé assesseur de Derry le 20 décembre 1666 et est reçu au barreau irlandais le 23 janvier 1667. Pendant ses quatorze années de carrière en Irlande, il s'oppose aux presbytériens écossais de Derry, comme l'indiquent ses lettres autographes, adressées pour la plupart à son patron, le duc d'Ormonde, montrant sa ténacité à rendre publique la corruption dans les affaires municipales de la ville. En 1680, les puritains de Derry le relèvent de ses fonctions. Le 6 décembre 1682, le fils d'Ormonde, le comte d'Arran, écrit à son père à Londres : « Mr. Wilson, qui est connu de sa Grâce, est à recommander. Une querelle pénible avec les autorités de la ville de Derry le force à quitter ce pays. Il pense que Londres serait une meilleure place pour les juristes et les poètes ».
Des biographes ont suggéré que Wilson a servi en Irlande de secrétaire, soit au duc d'York un peu avant la mort de Charles II, soit plus tard au comte de Tyrconnell, nouveau vice-roi d'Irlande, et que, grâce à leur patronage, il aurait été nommé une deuxième fois assesseur à Derry jusqu'en 1690. Mais aucun document ne vient soutenir cette thèse, d'autant que Robert Rochford prête serment comme assesseur de Derry en août 1680, et garde ce poste jusqu'en 1701.

## Carrière littéraire

### Poèmes
Les poèmes que Wilson a publiés contribuent au débat de son patronage politique. À sa Grâce, James, duc d'Ormonde, vice-roi d'Irlande, à son retour à ce gouvernement (1677) célèbre la vice-royauté d'Ormonde en Irlande. À la mémoire du très excellent et noble Thomas, comte d'Ossory commémore le fils aîné d'Ormonde, qui décède avant son père en 1680. Une ode pindarique en l'honneur de leurs majestés, Jacques II et de la reine consort Marie, à l'occasion de leurs couronnements communs à Westminster, le 23 avril 1685 exprime les grandes espérances de Wilson pour le couple royal. Un peu propagandiste royaliste pour Jacques II, Wilson publie A Discourse of Monarchy (1684), où il défend la succession de Jacques.

### Traductions
Wilson a probablement fini sa carrière littéraire dans les années 1690 comme traducteur. Il avait auparavant produit Moriae encomium, or, The Praise of Folly (1668) une traduction applaudie d'une satire d'Érasme écrite en latin. On lui attribue aussi souvent The Life of that most Illustrious Prince, Charles V, late Duke of Lorrain and Bar (1691), une traduction anonyme du français signée « Wilson ». Il a probablement collaboré avec William Barnaby dans la traduction en anglais de The Satyr of Titus Petronius Arbiter (1694).

### Théâtre
Wilson est plus connu pour ses quatre pièces qu'il a publiées entre 1664 et 1693. Son inclusion dans le satirique The Session of the poets confirme sa popularité dans le milieu du théâtre au début de la Restauration. Gerard Langbaine cite Wilson comme un éminent poète, « dont la Muse » a été applaudie sur la scène des théâtres. Par la suite, ses pièces seront louées pour leurs caractères jonsoniens, leurs intrigues vives et leurs véritables vers blancs shakespeariens.
The Cheats
Sa comédie populaire londonienne The Cheats (« Les Escrocs ») (publiée en 1664) est écrite en 1662 et jouée pour la première fois au théâtre de Vere Street en mi-mars 1663 par la King's Company dirigée par Killigrew. Mais elle est interdite par Charles II le 22 mars en attendant qu'elle soit revue par le censeur, sir Henry Herbert (en). Il existe un manuscrit contenant les censures de ce dernier. Cette pièce a connu une extraordinaire popularité, et elle a eu quatre éditions (1664, 1671, 1684 et 1693), la dernière avec des révisions de Wilson et une nouvelle chanson. Le rôle du pasteur non-conformiste, Scruple, joué par John Lacy, qui fait la satire du clergé presbytérien, tel que Richard Baxter, a scandalisé les premiers auditoires, et a été la cause de l'interdiction royale. Bartleby et Lee trouvent dans cette pièce des accents jonsoniens,. Preuve de son succès, elle est reprise près d'un siècle plus tard, en 1727.
Andronicus Comnenius
Sa tragédie politique Andronicus Comnenius (1664) est une des meilleures premières pièces, où il est question d'un usurpateur, prenant comme sujet la fable byzantine du tyran Andronicus, et faisant la satire de la politique de l'Interrègne. Pour écrire cette pièce, Wilson s'est inspiré de la dernière partie de la vie d'Andronic Ier Comnène, la plus sanguinaire, pendant laquelle il devient empereur byzantin, avant d'être tué par la foule. Ce personnage ressemble singulièrement à Richard III ; tous deux sont des meurtriers de proches qui se marient avec les veuves de parties qu'ils ont combattues et tuées. Lee y trouve des inspirations du Richard III de Shakespeare.
The Projectors
Sa comédie londonienne The Projectors (1665) fait la satire des spéculateurs financiers. Genest (en) se demande si cette pièce a vraiment été jouée, malgré la note dans Biographia Dramatica qui dit qu'elle a rencontré le succès sur scène. D'après Lee, cette pièce doit beaucoup à L'Avare de Molière et à leur original commun, l'Aulularia de Plaute, tandis que Bartleby indique que cette comédie caricature de manière efficace et bon enfant des requins de la finance et leur victime, un sujet favori de Jonson.
Belphegor
Sa tragicomédie Belphegor ; or The Marriage of the Devil a été licenciée le 13 octobre 1690 et publiée en 1691. La fiction de Belphégor a été inspirée à Wilson par les deux fables écrites par Machaviel et par Straparola. Les intentions de ces deux auteurs est de montrer que la langue aiguisée d'une femme est capable de tromper le diable lui-même. Wilson aurait écrit cette pièce à Dublin, où il est venu soutenir la cause royaliste. Cette pièce peut avoir été inspirée par une pièce de Jonson qui ne connut pas le succès, The Divell is an Asse.